# Herbert Götz

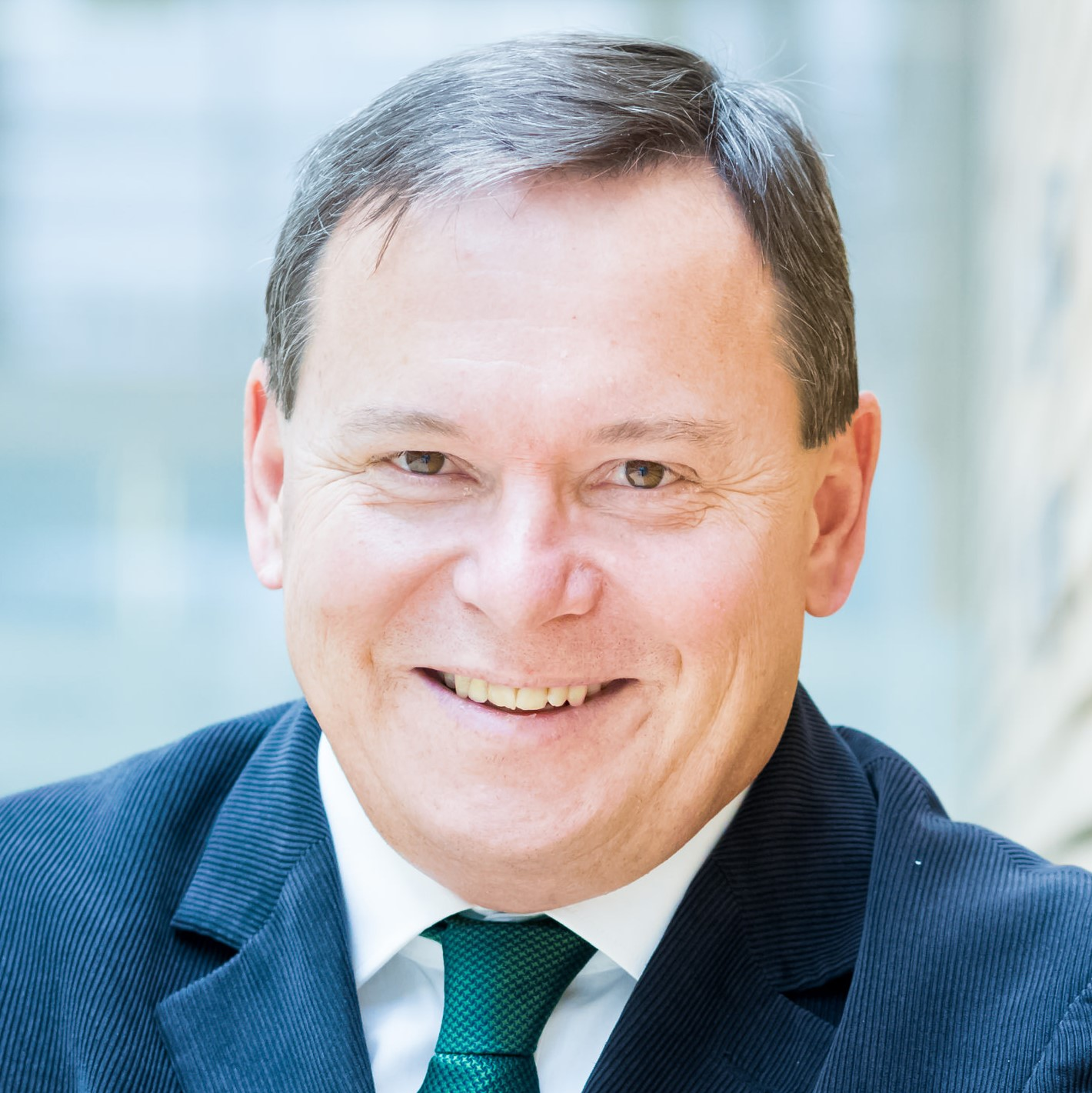
Herbert Götz (2016)

Herbert Götz (* 14. März 1963 in Wien) ist ein österreichischer Manager.

## Ausbildung
Herbert Götz besuchte das Realgymnasium Schottenbastei und anschließend die Höhere Technische Lehranstalt Wien 1, Schellinggasse, wo er 1982 mit Auszeichnung maturierte. Nach dem Präsenzdienst als Einjährig-Freiwilliger beim Österreichischen Bundesheer und einer Ausbildung zum Reserveoffizier begann Götz 1983 ein Studium des Maschinenbau an der TU Wien, welches er 1990 als Diplomingenieur abschloss. Ebenfalls 1983 trat Götz der katholischen Studentenverbindung K.a.V. Norica im ÖCV bei. Während seiner beruflichen Tätigkeit bei Siemens absolvierte Götz weiters ein Doktoratsstudium an der TU Wien und schloss dieses als Doktor der technischen Wissenschaften ab.

## Werdegang
Bereits während seines Studiums war Götz in verschiedenen Managementfunktionen in der Industriellenvereinigung, als Kabinettchef des österreichischen Vizekanzlers Erhard Busek, und später bei der Siemens AG Österreich tätig. 1998 wurde er von Siemens Österreich zum Leiter des Unternehmensbereiches für Kommunikations- und Datentechnik für Österreich und Zentral- und Osteuropa ernannt.
Anfang 2004 wurde Götz in den Vorstand der österreichischen Post AG berufen. und 2007 für eine weitere Vorstandsperiode verlängert. Als Filial- und Retailvorstand verantwortete er den Umbau des aus 2.000 Postämtern bestehenden Filialnetz der Österreichischen Post zu einem Postpartnernetz mit 1.400 Postpartnern und rund 500 gemeinsamen betriebenen Post-BAWAG/PSK-Filialen.
Ein Prüfbericht des Österreichischen Rechnungshofes beurteilte in der Folge den Umbau des Filianetzes als positiv.
Im Rahmen des Börseganges der Österreichischen Post AG 2006 war Götz für das Marketing und den Retailverkauf der Postaktien über das Filialnetz der Österreichischen Post verantwortlich.
Darüber hinaus war Götz auch für das Sonderbriefmarkenprogramm der Österreichischen Post verantwortlich und setzte eine zeitgemäße Neupositionierung dieses historischen Geschäftsfeldes um. Vor allem die Verwendung neuartiger Materialien auf Briefmarken wie die Herausgabe der weltweit ersten Briefmarke mit Meteoritenstaub, einer Sondermarke mit Swarovski Kristallen, oder eine Sondermarke mit eingebautem „Wackelbild“ erregten bemerkenswertes internationales Aufsehen.
2012 wurde Götz in das Direktorium der International Post Corporation nach Brüssel berufen und verantwortete dort das globale Marketing.  2015 wurde sein Mandat für eine weitere Funktionsperiode verlängert.
2019 kehrte Götz nach Österreich zurück und betreibt die in seinem Eigentum befindliche Forstwirtschaft „Forstgut Steigengraben“ nahe Lilienfeld/Niederösterreich. Zusätzlich hat Götz wieder die Leitung der 2012 von ihm gegründeten Unternehmensberatung  GOETZCONSULT übernommen und ist auch Partner im Unternehmensberatungs-Unternehmen FOCUS SOLUTIONS.

## Auszeichnungen
- 2014: Großes Goldenes Ehrenzeichen für Verdienste um das Bundesland Niederösterreich
- 2015: Verleihung des Berufstitels Kommerzialrat